# Fernand Caremans
Fernand Caremans est un footballeur belge né le 6 juillet 1893 à Anvers, où il est mort le 13 décembre 1967.
Il a évolué comme défenseur au Royal Antwerp Football Club et a été Vice-Champion de Belgique en 1925.
Il a été International en 1922.

## Palmarès
- International le 15 janvier 1922 : France-Belgique, 2-1 (match amical)
- Vice-Champion de Belgique en 1925 avec le Royal Antwerp FC